# Émile Bocquet
Émile Bocquet, né le 6 octobre 1888 à Neuve-Chapelle (Pas-de-Calais) et mort le 3 mai 1952 à La Chapelle-d'Armentières (Nord), est un homme politique français.

## Biographie
Issu d'une famille paysanne, Emile Bocquet s'engage dans la jeunesse catholique, avant d'être mobilisé pendant la première guerre mondiale. Blessé à plusieurs reprises, il est décoré de la croix de guerre et de la médaille militaire.
Revenu à la vie civile, il est agriculteur, d'abord à Prémesque, puis à La Chapelle d'Armentières. Investi dans le syndicalisme agricole, il devient en 1927 président de la fédération agricole du Nord-Pas-de-Calais. Il est aussi, à partir de 1924, un membre actif du Parti démocrate populaire.
Mobilisé au début de la seconde guerre mondiale, il est blessé au combat.
A la Libération, il est élu président de la chambre d'agriculture du Nord, et vice-président de la fédération agricole.
Il rejoint le Mouvement Républicain Populaire, qui le présente dans la troisième circonscription du Nord pour l'élection de la première assemblée constituante, sur la liste menée par Paul Gosset. Elu député, il est à l'assemblée un des principaux porte-paroles de son parti sur les questions agricoles. Il s'attelle notamment à une refonte du statut du métayage et du fermage.
Réélu en juin, puis novembre 1946, il fait notamment partie en 1950 de la commission d'enquête sur la production viticole. Député actif, il dépose de nombreux rapports sur les questions agricoles.
La chute du MRP aux élections de 1951 lui fait perdre son siège de député. Il reste actif dans les instances agricoles départementales, mais sa santé s'altère rapidement, et il meurt en mai 1952, à l'âge de 63 ans.

## Sources
Biographie sur le site de l'assemblée nationale